# Zyraka Mano
Zyraka Mano też jako: Erika Mano (ur. 1913 w Zagrzebiu, zm. 22 listopada 1946 w Maliqu) – albańska ekonomistka pochodzenia chorwackiego, ofiara zbrodni komunistycznej.

## Życiorys
Ukończyła studia ekonomiczne na Uniwersytecie w Zagrzebiu. Po rozwodzie z pierwszym mężem Pandi Popoviciem wyszła za mąż za albańskiego inżyniera Vasila Mano, z którym w 1930 przyjechała do Albanii. Pracowała z mężem początkowo w Tiranie, a następnie przy projekcie osuszania bagien w rejonie Maliqu. 6 października 1946 została aresztowana przez funkcjonariuszy Departamentu Obrony Ludu. Oskarżona wraz ze swoim mężem o prowadzenie działalności sabotażowej na szkodę państwa albańskiego, a także o współpracę z zagranicznymi ośrodkami reakcyjnymi. Mano w czasie procesu nie przyznała się do winy. Obradom sądu przewodniczył płk Gaqo Floqi, a oskarżał prokurator Nevzat Haznedari. 18 listopada 1946 Najwyższy Sąd Wojskowy na sesji odbywającej się w tirańskim kinie Nacional skazał Zyrakę Mano na karę śmierci przez rozstrzelanie i utratę praw publicznych na zawsze. Stracona 4 dni później w rejonie Maliqu, razem z mężem. W chwili egzekucji była w ciąży.